# همام عجاج
همام سالم مبروك عجاج، لاعب كرة قدم سعودي من أصل يمني من مواليد السعودية.
اختير مع منتخب السعودية في كأس الخليج 23 في الكويت و لم يشارك في أي مباراة و لعب سابقاً في نادي الحالة البحريني و النادي العربي السعودي .

## روابط خارجية
همام عجاج